# Violence contre les chrétiens indiens

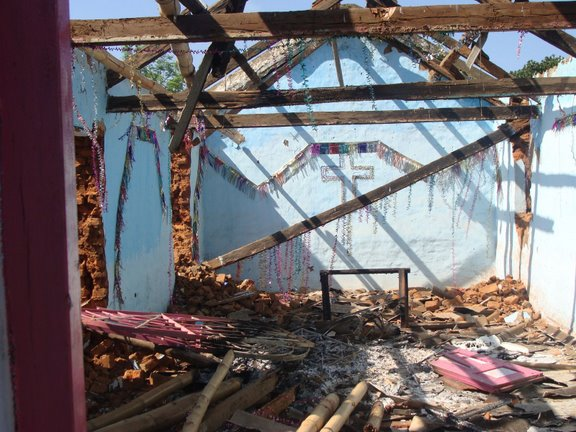
Ruines d'une église incendiée lors des violences de Kandhamal en 2008 à Orissa en août 2008

La violence contre les chrétiens indiens est une violence motivée par la religion contre les chrétiens en Inde. Human Rights Watch qualifia la violence contre les chrétiens indiens comme tactique employée par les organisations de droite Sangh Parivar, dans le but d'encourager et d'exploiter les conflits intercommunautaires dans l'avancement de leurs fins politiques. Les actes de violence comprennent les incendies criminels d'églises, la conversion forcée, la violence physique, des agressions sexuelles, des meurtres, des viols, ainsi que la destruction des écoles chrétiennes et des cimetières,.  

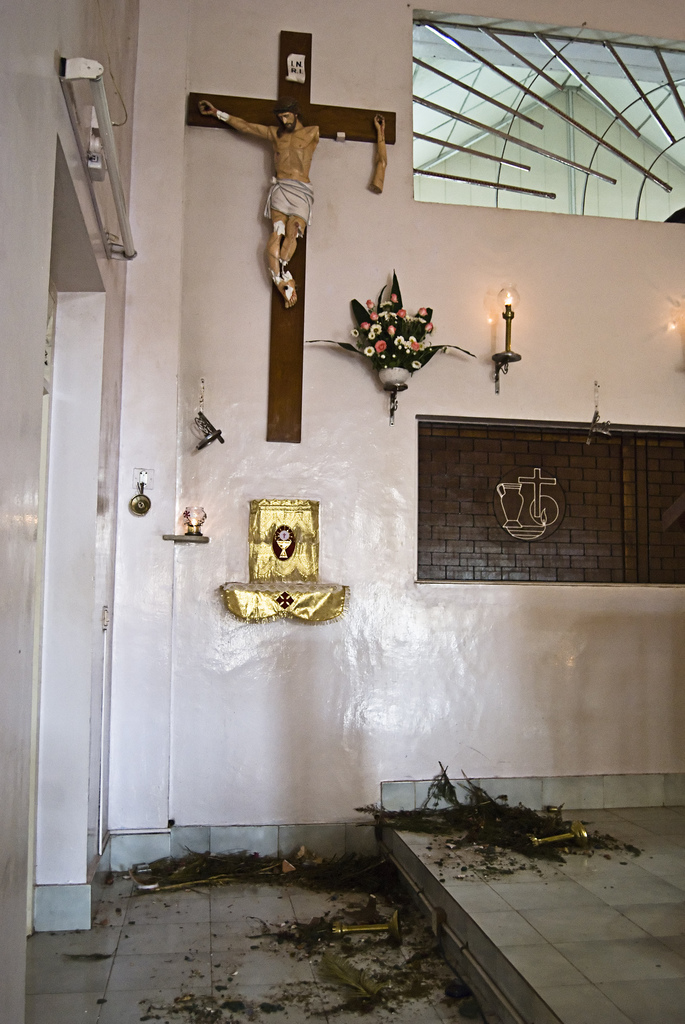
Propriété détruite à l'intérieur du monastère de l'Adoration, à Mangalore, après avoir été vandalisée par les lobbyistes de Bajrang Dal, lors des attaques contre les chrétiens dans le sud du Karnataka en 2008

La violence antichrétienne augmenta dramatiquement depuis que le Bharatiya Janata Party (BJP) engendra sa règle au centre, premièrement en mars 1998, puis récemment en 2014 (actuel). Vishva Hindu Parishad (VHP), Bajrang Dal, et Rashtriya Swayamsevak Sangh (RSS) sont des mouvements ayant été le plus fréquemment accusés d'apologie de la violence.  
Des centaines d'incidents de violence furent rapportés par de nombreuses organisations chaque année. Le ministère de la sécurité de l'intérieur Indien ainsi que sa Commission Nationale en faveur des minorités listent officiellement plus d'une centaine d'attaques contre les chrétiens, motivées par la religion, chaque année.
A partir de 2020, la Commission des États-Unis sur la liberté religieuse internationale plaça l'Inde au premier rang en persécution des minorités, avec des pays tel que la Chine, la Corée du Nord, le Pakistan ainsi que l'Arabie saoudite.

## Contexte de la violence
Les chrétiens indiens furent relativement non affectés par les conflits intercommunautaires jusqu'à la fin des années 1990 et ils ont apprécié l'harmonie sociale avec leurs voisins hindous. Cependant, la fin des années 1990 vit une importante augmentation des actes antichrétiens et l'année 1998 fut le point critique. Dans les années qui s'en sont suivies, ils furent dénoncés dans la propagande antichrétienne et furent les cibles de la violence perpétrée par des groupes nationalistes hindous souhaitant avertir les électeurs tribaux ainsi que les électeurs de la caste populaire de la conversion au christianisme. En mars 1998, le BJP débuta sa règle d'Inde et la violence antichrétienne augmenta dramatiquement,.  
Historiquement, le BJP ainsi que les organisations nationalistes hindous Sangh Parivar furent davantage susceptibles d'accepter la violence contre les minorités contrairement à leur rival, le Congrès national indien. Dans la plupart des cas rapportés, les responsables sont des membres des organisations de la Sangh Parivar. La Sangh Parivar sont des groupuscules ayant été formés sous l'égide du Rashtriya Swayamsevak Sangh (RSS), un organisme-cadre dont les origines remontent à 1925. Le RSS, faisant la promotion d'une forme de nationalisme, s'oppose à la propagation des "religions étrangères" tel que l'islam ou le christianisme. Le rapport de Human Rights Watch déclara que Vishva Hindu Parishad (VHP), Bajrang Dal ainsi que le RSS (les organisations-sœurs du BJP) sont les mouvements le plus accusés de violence perpétrée envers les chrétiens. Bien que ces organisations diffèrent de façon significative, et ce, en de nombreuses manières, elles affirmèrent toutes que depuis que les Hindous maquillèrent la majeure partie des Indiens, l'Inde devrait être un état hindou. On enseigne aux volontaires de RSS à croire que l'Inde est une nation réservée aux Hindous et que ces derniers ont souffert aux mains des envahisseurs, particulièrement les chefs d'État musulmans ainsi que les Britanniques chrétiens. Human Rights Watch rapporta que les attaques contre les chrétiens font partie de l'effort orchestré par les organisations de droite Sangh Parivar dans le but d'encourager et d'exploiter la violence sectaire afin d'élever leur fondement du pouvoir politique.
Un rapport de Human Rights Watch datant de 1999 déclara qu'en de nombreuses occasions, des institutions chrétiennes ainsi que des individus furent désignés pour violence en réponse à leurs efforts en faisant la promotion de l'éducation, de la bonne santé, et de l'indépendance financière parmi les membres des communautés tribales et Intouchables. Le rapport de Human Rights Watch fit également remarquer qu'une raison importante pour la publication et la circulation de la propagande antichrétienne ainsi que les actes de violence auxquels elle contribue est un intérêt direct en gardant ces communautés dans un état de dépendance économique.
En 2008, la Commission nationale pour les minorités rapporta que les gouvernements d'État ayant été contrôlés par le BJP et ses alliés soutinrent les responsables de la violence envers les chrétiens,. La violence antichrétienne s'intensifia également à la suite de l'arrivée du BJP au pouvoir en 2014. 

## Manifestation
Chaque année, la sécurité de l'intérieur indienne ainsi que sa Commission nationale des minorités liste officiellement plus d'une centaine d'actes de violence motivés par la religion ayant été perpétrés contre les chrétiens, bien que le véritable nombre de telles attaques est probablement plus élevé, puisque les journalistes indiens estiment qu'uniquement 10% de ces attaques furent rapportées. Ces attaques comprennent le pillage d'églises, de monastères, et d'autres institutions chrétiennes, l'autodafé d'exemplaires de la Bible, la profanation de cimetières, l'assassinat de prêtres et de missionnaires, ainsi que l'agression sexuelle de religieuses.
De 1964 à 1996, au moins 38 incidents de violence envers les chrétiens furent rapportés. En 1997, 24 incidents furent rapportés. Depuis 1998, les chrétiens indiens firent face à une vague de violence. Rien qu'en 1998, 90 incidents furent rapportés. Selon le Parlement indien, entre janvier 1998 et février 1999, un total de 116 attaques contre les chrétiens se produisit à travers le pays. La plupart de ces attaques se produisit au nord ainsi qu'à l'est, où la communauté chrétienne est bien plus petite, et détient de forts sentiments nationalistes hindous. Une enquête de la Commission nationale pour les minorités datant de novembre 2021 rapporta 27 attaques contre les institutions chrétiennes ainsi que les chrétiens en 1997, 86 cas en 1998, 120 cas en 1999 et 216 attaques en 2000. Selon la commission, la persécution envers les chrétiens augmenta à la suite de l'arrivée du Bharatiya Janata Party au pouvoir en 1998. En 2001, le Conseil chrétien de toute l'Inde rapporta que les chrétiens indiens furent attaqués toutes les 36 heures. 
Plusieurs organismes de presse rapportèrent une hausse du nombre d'incidents de violence envers les chrétiens après le nouveau gouvernement BJP dirigé par Narendra Modi, arrivé au pouvoir à la suite des élections législatives indiennes de 2014,,. En 2014, le ministère de l'Intérieur rapporta une « forte augmentation de 30 % du nombre d'incidents de violence communautaire en 2013 en comparaison à 2012, avec le nombre maximum de cas ayant été rapportés d'Uttar Pradesh. » Les incidents signalés d'abus commis contre des chrétiens en Inde sont passés à 177 en 2015 et à 300 en 2016, selon l'Alliance évangélique de l'Inde. En 2017, l'Alliance évangélique de l'Inde rapporta une hausse des attaques perpétrées par les activistes de droite sur les églises les dimanches, ainsi que lors de fêtes liturgiques significatives, tel que le Vendredi Saint, le Dimanche des Rameaux, Noël et Pâques. La police fut déployée afin d'interrompre et d'empêcher la louange au sein des églises ainsi que des foyers, particulièrement à Uttar Pradesh et Tamil Nadu. Les enfants chrétiens se rendirent aux camps bibliques où ils furent placés en détention et furent détenus pendant de nombreux jours en raison de suspicions de conversion. 
La persécution des chrétiens indiens augmenta vivement en 2016, selon un rapport ayant été publié par Portes Ouvertes. L'Inde fut classé à la quinzième place dans le monde en termes de danger pour les chrétiens, en hausse depuis la trente-et-unième place quatre ans auparavant. Selon le rapport, il est estimé qu'une église fut incendiée ou qu'un prêtre fut battu en moyenne une dizaine de fois par semaine en Inde dans l'année jusqu'au 31 octobre 2016, une augmentation de trois fois par rapport à l'année précédente. Selon le Conseil chrétien de toute l'Inde, il eut une attaque contre les chrétiens enregistrée toutes les 40 heures en Inde en 2016. Dans une étude réalisée par l'organisation indienne Persecution Relief, les crimes contre les chrétiens augmenta de 60% entre 2016 et 2019. Il eut 330 incidents en 2016, 440 incidents en 2017, 477 en 2018 et 527 incidents de crimes haineux en 2019. L'organisation rapporta qu'il y avait un lien direct entre le BJP gagnant du pouvoir dans un État et l'augmentation des attaques contre les chrétiens dans l'État. Les premiers mois ayant marqué l'année 2022, plus de 300 attaques contre les chrétiens furent rapportées à travers le pays. Les Chrétiens protestants, catholiques et orthodoxes traditionnels sont bien mois fréquemment ciblés que les chrétiens évangéliques et les pentecôtistes. 